# Kizil
Kizil (oroszul: Кызыл; tuvaiul: Кызыл, Kızıl) a Tuvai Köztársaság fővárosa az Oroszországi Föderációban, Szibéria déli részén. Lakossága 109 918 fő volt a 2010. évi népszámláláskor, ez a tagköztársaság népességének harmada.

## Fekvése
A Tuvai-medence keleti részén, a Bij-Hem (Nagy-Jenyiszej) és a Kaa-Hem (Kis-Jenyiszej) folyók egyesülésénél helyezkedik el. Itt kezdődik az Ulug-Hem, vagyis a Felső-Jenyiszej.
A város 630 m tengerszint feletti magasságban fekszik, környéke alacsony dombos, sík vidék. A Nyugati-Szajan hegységtől délre, közel 400 km hosszan elterülő Tuvai-medence éghajlata szélsőségesen kontinentális, a csapadék évi mennyisége 180–300 mm. Télen kevés hó esik, a januári középhőmérséklet -25 °C és -34 °C között váltakozik; a nyár forró és néha aszályos, mégis ilyenkor érkezik a legtöbb csapadék.
Itt van az ázsiai kontinens földrajzi középpontja, amit a két folyó találkozásánál emelt obeliszk jelez.

## Történeti áttekintés
Oroszország 1914-ben fennhatósága alá vonta és a Jenyiszeji kormányzóság felügyeletére bízta a vidéket. Itt, a két folyó találkozásánál kezdték kiépíteni a terület leendő orosz központját, melynek neve Belocarszk lett. A polgárháború egyik ütközete során, 1919-ben a település nagy része leégett. Hem-Beldir néven (tuvai nyelven; jelentése: 'folyók egyesülése') az 1921-ben megalapított Tuvai Népköztársaság fővárosa volt; 1926 óta neve Kizil (jelentése: 'vörös').
1944-ben az addig névleg független ország a Szovjetunió része, Kizil pedig a megalakított Tuvai Autonóm Terület székhelye lett. 1961-től harminc éven át az itteni autonóm köztársaság közigazgatási központja, 1991 után a Tuvai Köztársaság fővárosa.

## A mai város
A háború utáni években könnyűipari, építőipari, élelmiszeripari üzemek sora létesült. Később a városközpontban kormányzati épületeket emeltek és a városfejlesztés során, más szovjet városokhoz hasonlóan, több különálló lakótelepet (mikrorajon) alakítottak ki.
Kizil mellett található Tuva legnagyobb szénlelőhelye (a Kaa-Hem szénlelőhely), de nagyobb arányú kiaknázását visszafogja a kereslet, illetve a vasúti hálózat hiánya. Az itt bányászott szénre épült a város legnagyobb ipari létesítménye, a hőerőmű.
A tanítóképzőt, későbbi tanárképző főiskolát 1952-ben alapították. A főiskola és krasznojarszki egyetemek két kihelyezett tagozatának összevonásával 1995-ben létrehozták a Tuvai Állami Egyetemet. Ez a köztársaság legjelentősebb oktatási intézménye, tizenhárom kara van.
A helytörténeti múzeum 1929-ben létesült és egy évvel később megnyílt a látogatók előtt. Alapításának 80. évfordulóját már a 2008-ban átadott új, múzeum céljára tervezett épületben köszöntötte.

### Közlekedés
A Krasznojarszkból kiinduló, Kizilen át a déli országhatárhoz vezető R257-es főút (korábban M54 jelű) biztosítja a kapcsolatot északon Hakaszföld és a Krasznojarszki határterület felé, délen a szomszédos Mongóliával. Az A162 jelű autóút Tuva nyugati területein át a köztársaság második legnagyobb városához, Ak-Dovurakhoz vezet. Távolsági autóbusz járatok közlekednek többek között Abakanba, Krasznojarszkba és Ak-Dovurakba.
A városközponttól hat km-re fekvő repülőtérről Krasznojarszkba, Irkutszkba és Novoszibirszkbe közlekednek menetrendszerű járatok. Tuva távolabbi településeire kisebb gépeken vagy helikopteren lehet eljutni.
Kizil kívül esik a vasúti hálózaton, de 2011 őszén bejelentették, hogy megkezdődhet a Novokuznyeck–Abakan–Tajset vasútvonalról leágazó szárnyvonal építése. A 400 km hosszú Kuragino–Kizil vonal megteremti majd a köztársaság gazdaságát is felélénkítő, régóta várt vasúti összeköttetést Tuva fővárosa és Szibéria déli körzetei között.